# De Tovenaar van Fop
De Tovenaar van Fop (Engels: The Wizard of Id) is een Amerikaanse stripreeks en krantenstrip bedacht door Brant Parker en Johnny Hart. De serie speelt in de middeleeuwen en is bedacht naar aanleiding van de plaatjes in een kaartspel. De Engelse titel was ontstaan als samentrekking van The Wizard of Oz en het ‘id’ (Ich) van Sigmund Freud.

## Setting en karakters
De Tovenaar van Fop handelt om de wederwaardigheden van de dwergachtige koning van het middeleeuwse koninkrijk Fop en enkele van zijn onderdanen, waaronder de tovenaar Merlijn en de angstige ridder Roderik de Dappere. In de Engelse versie van de strip spreekt de koning zijn onderdanen aan als "Idiots".

## Geschiedenis
Johnny Hart was al een gevierd schrijver en tekenaar met zijn strip Oerm (Engels: B.C.) over de oertijd toen hij in 1964 ging samenwerken met zijn vriend Brant Parker aan De Tovenaar van Fop. De strip verscheen voor het eerst op 16 november 1964 en vierde in 2014 haar 50-jarig jubileum.
Johnny Hart overleed op 7 april 2007 en Brant Parker overleed acht dagen later op 15 april van dat jaar. Het tekenwerk was toen al overgenomen door Jeff Parker, de zoon van Brant Parker. Vanaf 2015 wordt de strip zowel geschreven als getekend door Mason Mastroianni.

## Andere media
In 1969 maakte Jim Henson een pilotaflevering voor een poppenprogramma met de titel "The Wizard of Id". Een jaar later, in 1970, produceerde Chuck Jones de eenmalige korte animatiefilm "The Wizard of Id", geregisseerd door Abe Levitow.